# رود قالیدزگا
رود قالیدزگا (به لاتین: Ghalidzga) یک رودخانه در آبخاز است که در گرجستان واقع شده‌است.